# Hekkalanlahti
Hekkalanlahti är en sjö i Kello norr om Uleåborg i Finland. Den ligger i kommunen Uleåborg i landskapet Norra Österbotten, i den centrala delen av landet, 600 km norr om huvudstaden Helsingfors. Hekkalanlahti ligger 2,7 meter över havet. Arean är 5,6 hektar och strandlinjen är 1,15 kilometer lång. Sjön  ingår i Bottenvikens kustområde. 